# Quartier des Fougères

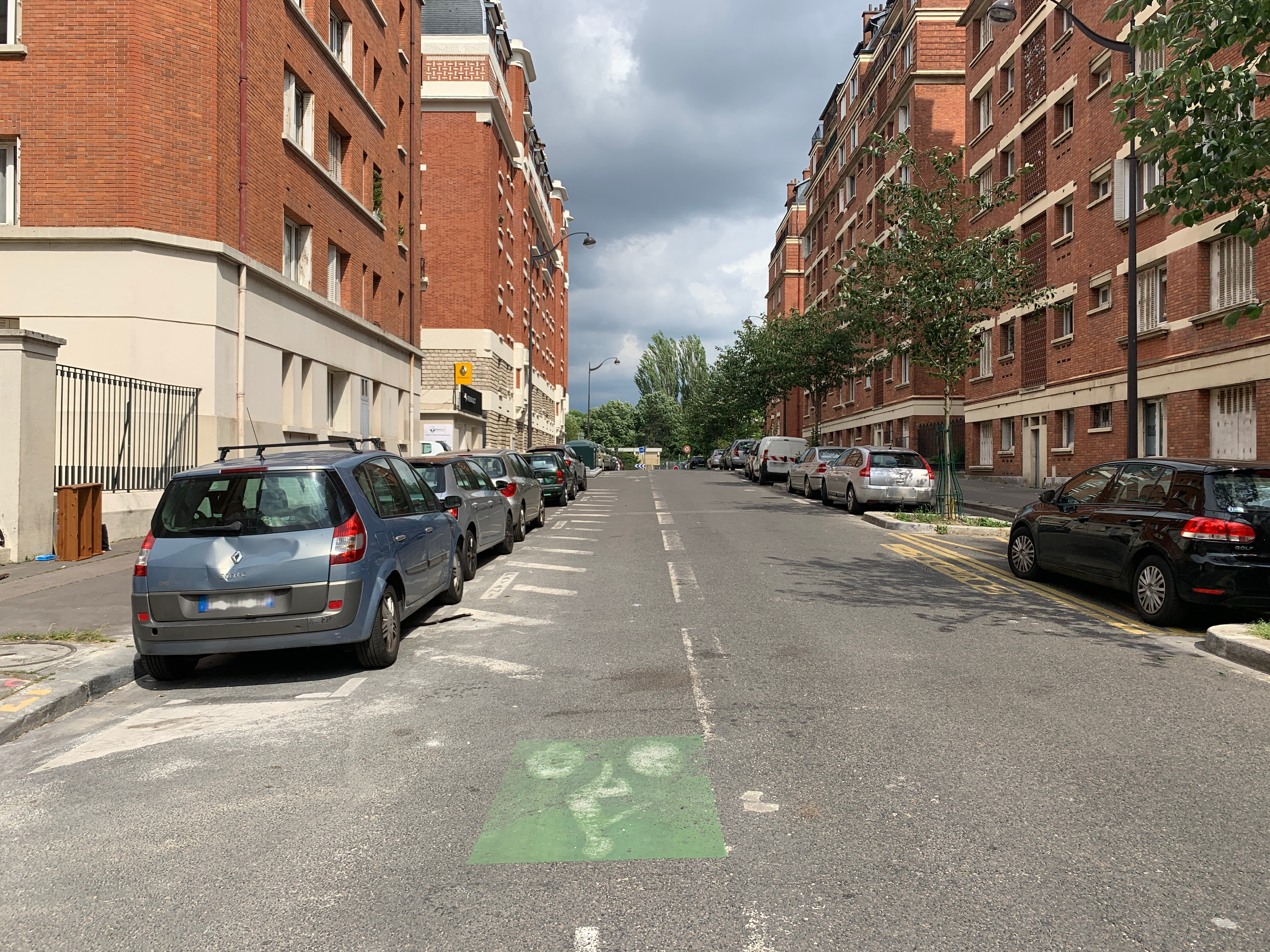
Vue de la rue du Docteur Labbé.

Le quartier des Fougères est un quartier de Paris.

## Situation et accès
Il est situé dans le 20e arrondissement et  appartient au quartier administratif de Saint-Fargeau. Il se trouve à l'emplacement de La Zone, entre le boulevard Mortier et le boulevard périphérique, sur la portion qui s'étend de la Porte des Lilas à la Porte de Bagnolet. 
La partie orientale des Fougères est incluse au sein du plus vaste quartier prioritaire « Portes du Vingtième ».

## Origine du nom
Il tient son nom de la rue des Fougères qui, avec la rue Le Vau, en est l'axe principal. Le quartier est typique de l'architecture HBM des années 1930.